# Specie di Conyza
Elenco delle specie di Conyza:
Attualmente le specie di questo genere sono descritte nel genere Erigeron L..

## A
- Conyza abyssinica Sch.Bip. ex A.Rich., 1848
- Conyza ageratoides DC., 1836
- Conyza agnewii Mesfin, 1995
- Conyza agrostophylla F.G.Davies, 1979
- Conyza alluaudii Humbert, 1923
- Conyza altoandina Cabrera, 1972
- Conyza amboinica Crantz, 1766
- Conyza andina Remy, 1849
- Conyza andringitrana Humbert, 1923
- Conyza androrangensis Humbert, 1955
- Conyza angustifolia Roxb., 1832
- Conyza arabidifolia Remy, 1849
- Conyza arenosa
- Conyza atrixioides Chiov., 1924
- Conyza attenuata DC., 1836

## B
- Conyza bakeri Humbert, 1923
- Conyza bampsiana (Lisowski) Lisowski, 1991
- Conyza baumii (O.Hoffm.) Wild, 1972
- Conyza blinii H.Lév., 1910
- Conyza boelckei Cabrera, 1971
- Conyza bonariensis (L.) Cronquist (è un sinonimo di Erigeron bonariensis L.)
- Conyza boranensis (S.Moore) Cufod., 1966
- Conyza burkartii Zardini, 1976
- Conyza burmeana Miq.
- Conyza bustillosiana Remy, 1849

## C
- Conyza canadensis (L.) Cronquist (è un sinonimo di Erigeron canadensis L.)
- Conyza capillipes S.Moore, 1895
- Conyza cardaminifolia Kunth, 1820
- Conyza catharinensis Cabrera, 1959
- Conyza cayennensis Spreng., 1826
- Conyza chinensis L., 1753
- Conyza chionea S.Díaz & A.Correa, 2001
- Conyza clarenceana (Hook.f.) Oliv. & Hiern, 1877
- Conyza collina Phil., 1864
- Conyza copiapina Phil., 1894
- Conyza cordata Kuntze, 1898
- Conyza coronopifolia Kunth, 1820

## D
- Conyza dentonae McVaugh, 1972
- Conyza depilis Phil., 1894
- Conyza deserticola Phil., 1891

## E
- Conyza edelbergii Rech.f., 1955
- Conyza eucoma Miq.

## F
- Conyza fastigiata Willd., 1814
- Conyza feae (Bég.) Wild, 1969
- Conyza filaginoides (DC.) Hieron., 1901
- Conyza flabellata Mesfin, 1995
- Conyza foliosa Phil., 1894
- Conyza fruticulosa O.Hoffm., 1906

## G
- Conyza gallianii Chiov.
- Conyza garnieri Klatt, 1871
- Conyza gayana Phil., 1856
- Conyza glabrata Phil., 1894
- Conyza glabrescens Pax, 1907
- Conyza glandulitecta Cabrera, 1972
- Conyza gnaphalioides Kunth, 1820
- Conyza gonania
- Conyza grahamii DC., 1836

## H
- Conyza hirtella DC., 1836
- Conyza hochstetteri Sch.Bip. ex A.Rich., 1848
- Conyza hypoleuca A.Rich., 1847

## I
- Conyza incana (Vahl) Willd., 1803

## J
- Conyza japonica (Thunb.) Less. ex Less., 1832

## K
- Conyza kahuzica Lisowski, 1990

## L
- Conyza laevigata (Rich.) Pruski, 1998
- Conyza larrainiana J.Rémy, 1849
- Conyza lasseriana Aristeg., 1964
- Conyza lateralis Phil., 1894
- Conyza leucantha (D.Don) Ludlow & P.H.Raven, 1963
- Conyza lignescens Rusby, 1907
- Conyza limosa O.Hoffm., 1903
- Conyza longipedunculata Klatt, 1890
- Conyza lorentzii Griseb., 1879
- Conyza loueirii Poir., 1811

## M
- Conyza macrophylla Spreng., 1826
- Conyza magnimontana Cabrera, 1971
- Conyza mandrarensis Humbert, 1959
- Conyza maxima Zoll. & Mor., 1845
- Conyza megensis F.G.Davies, 1979
- Conyza messeri Pic.Serm.
- Conyza microcephala Hemsl., 1881
- Conyza microglossa (S.F.Blake) Cronquist, 1943
- Conyza mima S.F.Blake, 1917
- Conyza minutiflora Phil., 1894
- Conyza mixta Fouc. & Neyr., 1902
- Conyza modesta Kunth, 1845
- Conyza moelleri Phil., 1894
- Conyza monorchis (Griseb.) Cabrera, 1953
- Conyza montigena S.Moore, 1908
- Conyza muliensis Y.L.Chen, 1985
- Conyza myriocephala Remy en Gay, 1849

## N
- Conyza nana Sch.Bip. ex Oliv. & Hiern, 1877
- Conyza neglecta R.E.Fr., 1928
- Conyza nemoralis Phil., 1894
- Conyza neocandolleana Humbert, 1960
- Conyza newii Oliv. & Hiern, 1877

## O
- Conyza obscura DC., 1836
- Conyza oligantha Cabrera, 1971

## P
- Conyza pallidiflora R.E.Fr., 1928
- Conyza pampeana (Parodi) Cabrera, 1953
- Conyza pannosa Webb, 1849
- Conyza pectinata (Sch.Bip.) Sch.Bip. ex Oliv. & Hiern, 1877
- Conyza pedunculata Mill., 1768
- Conyza pencana Phil., 1894
- Conyza perennis Hand.-Mazz., 1937
- Conyza perijaensis S.Díaz & A.Correa, 2001
- Conyza perrieri Humbert, 1923
- Conyza pinnata (L.f.) Kuntze, 1898
- Conyza pinnatifida (Thunb.) Less., 1832
- Conyza podocephala DC., 1836
- Conyza popayanensis (Hieron.) Pruski, 2005
- Conyza principis Gagnep., 1921
- Conyza procumbens Balb.
- Conyza prolialba Cuatrec., 1963
- Conyza pterocaulon Bolle, 1859
- Conyza pulsatilloides O.Hoffm., 1894
- Conyza pusilla Houtt., 1779
- Conyza pycnophylla Phil., 1894
- Conyza pyrrhopappa Sch.Bip. ex A.Rich., 1847

## R
- Conyza ramosissima Cronquist, 1943
- Conyza reitziana Cabrera, 1959
- Conyza retirensis Cabrera, 1959
- Conyza ruderalis Phil., 1894
- Conyza rufa Wall. ex DC., 1836
- Conyza ruwenzoriensis (S.Moore) R.E.Fr., 1916

## S
- Conyza saltensis Cabrera, 1972
- Conyza sarmentosa Humbert, 1923
- Conyza scabrida DC., 1836
- Conyza schiedeana (Less.) Cronquist, 1943
- Conyza schimperi Sch.Bip. ex A.Rich., 1847
- Conyza schlechtendalii Bolle, 1859
- Conyza semipinnatifida Wall. ex DC.
- Conyza sennii Chiov., 1940
- Conyza serrana Cabrera, 1963
- Conyza setulosa F.Phil. ex Phil., 1894
- Conyza spiciformis (Griseb.) Zardini, 1976
- Conyza spiculosa (Hook. & Arn.) Zardini, 1976
- Conyza spinellosa Miq.
- Conyza spinosa (Sch.Bip.) Sch.Bip. ex Oliv. & Hiern, 1877
- Conyza stenophylla Phil., 1894
- Conyza steudelii Sch.Bip. ex A.Rich., 1848
- Conyza subscaposa O.Hoffm., 1894
- Conyza subspicata Phil., 1858
- Conyza suffruticosa Phil., 1858
- Conyza sumatrensis (S.F.Blake) Pruski & G.Sancho, 2006
- Conyza symphytifolia Mill., 1768
- Conyza tenera Phil., 1894

## T
- Conyza thapsoides M.Bieb., 1808
- Conyza thermarum Phil., 1862
- Conyza thesiifolia Kunth, 1820
- Conyza tigrensis Oliv. & Hiern, 1877
- Conyza trihecatactis (S.F.Blake) Cuatrec., 1963
- Conyza tunariensis (Kuntze) Zardini, 1976

## U
- Conyza uliginosa (Benth.) Cuatrec., 1969
- Conyza ulmifolia (Burm.f.) Kuntze, 1898
- Conyza urticifolia (Baker) Humbert, 1923

## V
- Conyza valdiviana Phil., 1894
- Conyza varia (Webb) Wild, 1969
- Conyza variegata Sch.Bip. ex A.Rich., 1848
- Conyza vernonioides (Sch.Bip. ex A.Rich.) Wild, 1969
- Conyza viguieri Humbert, 1923
- Conyza viscida

## W
- Conyza welwitschii (S.Moore) Wild, 1969